# Amin al-Husseini
Amin al-Husseini (Mohammad Amin al-Husayni arabisk: امين الحسيني) (født omkring 1895, død 4. juli 1974) var en palæstinensisk nationalist og muslimsk religiøs leder. Han var medlem af Jerusalems mest ansete familier og var indehaver af to højt ansete embeder: stormufti af Jerusalem og præsident for den højere arabiske komité.

## Baggrund
Al-Husseini var søn af Mohammed Tahir al-Husayni, som var mufti af Jerusalem og en prominent, tidlig modstander af zionismen. Familien var den rige og mægtige al-Husseini-familie, som ejede store landejendomme i det sydlige Palæstina i området omkring Jerusalem. 13 familiemedlemmer havde været ordførere af Jerusalem i årene 1864-1920. Hans halvbroder Kamil al-Husayni var også mufti af Jerusalem til 1921, hvor Haj Amin al-Husseini efterfulgte ham.
I 1912 studerede han islamisk ret ved Al-Azharuniversitetet i Kairo og var her med til at danne en antizionistisk, palæstinensk studenterforening. I 1913, da han var 18 år, rejste han på pilgrimsrejse til Mekka og blev berettiget til titlen el-Hadj. Til udbruddet af 1. verdenskrig studerede han administration i Istanbul. Han gik under krigen ind i den osmanniske hær og blev artilleriofficer og udstationeret i Izmir. Under en sygepermission hjemme i Jerusalem deserterede han og sluttede sig til det arabiske oprør mod osmannerne.
Han var veluddannet som stormænd inden for Det osmanniske rige, og selv om det kunne være forventet, at han ville få høje religiøse hverv, brugte han ikke turban før, han blev valgt til mufti.

## Mellemkrigstiden
Amin al-Husseini deltog i den syriske nationalkongres i Damaskus i 1919, og han støttede her, at emir Faisal blev konge i Det arabiske kongedømme Syrien, hvad han også blev den 8. marts 1920, men det varede kun til den 24. juli 1920. I 1920 grundlagde al-Husseini en afdeling af den syriske "Araberklub", Al-Nadi al-arabi, i Jerusalem med en pro-britisk holdning.
Amin al-Husseini var modstander af en jødisk stat inden for grænserne af det britiske mandatområde og virkede fra 1920 som nationalistleder i Palæstina. Efter at demonstrationer havde udviklet sig til vold, flygtede han til Syrien og blev dømt in absentia til 10 års fængsel for oprørsvirksomhed, men benådedes nogle måneder senere af den britiske højkommissær Herbert Samuel.

## Stormufti af Jerusalem
Han blev valgt til mufti af Jerusalem i 1921, men da det islamiske råd blev dannet året efter, krævede Al-Husseini at blive tituleret stormufti, sandsynligvis efter egyptisk model, og fik tilslutning til dette.
Internationalt kendt blev han først, da han blev stillet for et britisk tribunal efter massakrer på jøder i 1929. Til sit forsvar citerede al-Husseini fra Zions Vises Protokoller.
I 1936 var den jødiske befolkning i Palæstinamandatet vokset til næsten 400.000. Indvandringen var stor, og særlig var det jøder, som flygtede fra Nazi-Tyskland og fra voksende antisemitisme i Europa. Samme år begyndte det arabiske oprør, som blev kendt som "the great uprising". Det blev ledet af al-Husseini, og araberne følte sig marginaliserede i deres eget land og tyede til både fredelige og voldelige protester. I juli 1937 gik al-Husseini i skjul, hvor han holdt sig i tre måneder, mens han ledede oprøret. Han drog derefter til Libanon, hvor han var i to år under fransk opsyn, og flygtede derefter til Irak.

## Forholdet til nationalsocialisterne
Baggrunden for og indholdet i al-Husseinis støtte til aksemagterne og hans tilknytning til det nationalsocialistiske Tyskland og det fascistiske Italien er omdiskuteret og omstridt. Nogle benægter, at støtten kan tages som udtryk for lighed mellem arabisk nationalisme og den nationalsocialistiske/fascistiske ideologi, og at al-Husseini valgte sine alliancepartnere udelukkende af strategiske årsager og på baggrund af, at al-Husseini senere skrev i sine memoirer, at "din fjendes fjende er din ven",. Andre hævder, at al-Husseinis motiver var jødefjendtlige i udgangspunktet.
Da Adolf Hitler kom til magten i 1933, sendte al-Husseini ham gratulationstelegrammer, og fra 1938 modtog han også våben fra nationalsocialisterne.

## 2. verdenskrig
Under 2. verdenskrig flygtede al-Husseini til Nazi-Tyskland efter at have deltaget i et anti-britisk/pro-tysk kup i Bagdad i 1941. Hans slagord under alle opstande mod briterne var Idbah al-Yahud! ("dræb jødene!")
Husseini opfordrede indbyggerne i Kairo til at lave lister over jøder i byen for at indfange dem og dræbe dem i tysk-konstruerede gasvogne, men på grund af det tyske nederlag ved el-Alamein blev planen ikke realiseret.
I foråret 1943 blev der rekrutteret til den nyoprettede Waffen-SS-division 13. Waffen-Gebirgs-Division der SS «Handschar». Divisionen rekrutterede mandskaber fra Balkan og rettede sig oprindelig særlig mod den muslimske befolkning i Bosnien. "Handschar" (bosnisk/kroatisk: Handžar) var det lokale ord for det buede, krumme, tyrkiske sværd (arabisk: «Khanjar» خنجر), et historisk symbol for Bosnien og Islam. Al-Husseini assisterede i rekrutteringen, men resultatet var nok skuffende, da de kun fik omkring halvdelen af de 20.000 - 25.000 soldater, som var forventet.

## Efter krigen
Al-Husseini flygtede til Schweiz, lige før krigen endte, men blev sendt tilbage til Tyskland og arresteret i Konstanz den 5. maj 1945 af franske styrker. Den 19. maj blev han sendt til Paris, hvor han blev sat i husarrest.
Frankrigs tidligere ambassadør i Syrien, Henri Ponsot, havde diskussioner med al-Husseini og mente, at al-Husseini kunne være nyttig for de franske interesser i Mellemøsten. Allerede den 24. maj 1945 bad Storbritannien om at få al-Husseini udleveret, da de anså ham som britisk statsborger, som havde samarbejdet med Tyskland, og var på listen over krigsforbrydere, og ligeledes anmodede Jugoslavien om, at han blev udleveret på grund af påstået ansvar for massakre på serbere under krigen. Men i begge tilfælde tøvede Frankrig med at udlevere ham og gav ham status som politisk fange. Al-Husseini nød en stor frihed i Frankrig, kunne mødes med hvem, han ville, og bevæge sig frit; han blev der i et år.
Den 29. maj 1946 forlod al-Husseini Frankrig med et TWA-fly til Kairo med et forfalsket syrisk pas, og det tog 12 dage før, den franske udenrigsminister indrømmede, at han var flygtet, og at briterne ikke kunne arrestere ham i Egypten, hvor han fik asyl af kong Farouk af Ægypten. Heller ikke Egypten imødekom Jugoslaviens anmodning om udlevering af ham for krigsforbrydelser og forbrydelser mod menneskeheden.
Han fortsatte med at have indflydelse på den arabiske politik. Blandt andet organiserede han fra Syrien i 1947-1948 Palæstina-arabernes modstand mod FN's beslutning om at dele Palæstina i en jødisk og en arabisk stat. Han blev den 1. oktober 1948 udnævnt af Den Arabiske Liga som leder for den palæstinensiske regering i Gaza under egyptisk kontrol.
Han prøvede på dette tidspunkt uden held at få en lederstilling blandt palæstinenserne. Han boede først i Kairo, fra 1959 i Beirut, hvor han døde. Han bad om at blive begravet i sin hjemby Jerusalem, hvilket de israelske myndigheder ikke ville tillade.